# Lycoming Engines
Lycoming Engines – amerykańska wytwórnia tłokowych silników lotniczych stosowanych w samolotach lekkich.

## Historia
W roku 1907 firma zaprzestała produkcji maszyn do szycia na rzecz produkcji silników samochodowych. W roku 1929 firma zbudowała swój pierwszy silnik lotniczy, był to dziewięciocylindrowy gwiazdowy silnik R-680 o pojemności skokowej 11.15 litrów i mocy 225 lub 285 koni mechanicznych.
W latach 30. i 40., Lycoming produkował duże i skomplikowane silniki tłokowe o dużej mocy takie jak XH-2470 oraz R-7755, jednak pod koniec lat 40. w zastosowaniach wymagających dużej mocy zaczęto stosować bardziej wydajne silniki turbinowe. Po zakończeniu drugiej wojny światowej Lycoming stworzył rodzinę silników tłokowych w układzie przeciwsobnym cztero- i sześciocylindrowych stosowanych nadal w samolotach lekkich.

## Oznaczenia modeli
Nazwy modeli silników Lycoming (podobnie jak Continental) składają się z trzech członów (np. O-235-L2C), pierwszy człon określa główne cechy konstrukcji, drugi człon określa pojemność skokową w calach sześciennych (1 cal sześcienny = 16,387 cm3) natomiast trzeci człon stanowi określenie konkretnej wersji. Prefiksy stosowane w pierwszym członie nazwy:
- AE - od angielskiego "Aerobatic", oznacza silnik przystosowany do zabudowy w samolocie akrobacyjnym.
- H - do zastosowania w śmigłowcach w układzie poziomym
- I - silnik zasilany w paliwo przez układ wtrysku paliwa, brak tego prefiksu oznacza zastosowanie gaźnika.
- L - silnik w którym wał korbowy obraca się w lewo (do stosowania w samolotach wielosilnikowych dla uniknięcia efektu "silnika krytycznego")
- O - silnik w układzie przeciwsobnym
- T - silnik wyposażony w turbodoładowanie
- G - silnik wyposażony w reduktor obrotów
- V - do zastosowania w śmigłowcach w układzie pionowym
- S - silnik wyposażony w sprężarkę o napędzie mechanicznym (ang. "Supercharger")

## Wybrane silniki tłokowe
- R-680
- O-145
- O-233-LSA
- O-235
- O-290
- O-320
- O-340
- O-360
- IO-390
- O-435
- O-480
- O-540
- TIO-541
- IO-580
- GSO-580
- IO-720
- IO-1230
- H-2470